# Confrerie van de heilige Dorothea

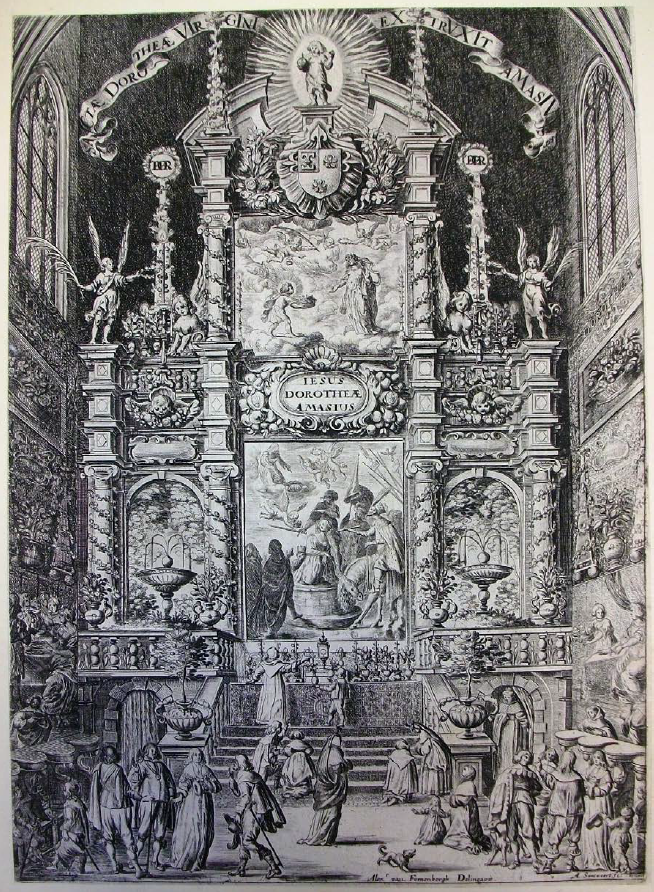
Ets en gravure van het allereerste bloemenfestival in de Brusselse lievevrouwbroerskerk (1640).

De confrerieën van de heilige Dorothea waren tuinbouwkundige broederschappen die ontstonden in de vroegmoderne Zuidelijke Nederlanden (midden 17e eeuw). Ze waren gewijd aan Dorothea van Cappadocië, wier martelaarschap een verhaal met bloemen, vruchten en fonteinen behelsde. De leden waren bloemkwekers en tuinbouwers, maar ook rijke liefhebbers. Volgens Hendrik van Oosten waren ze een reactie op de Tulpenmanie: het ruilen gebeurde voortaan onder arbitraal toezicht van de syndicus.

## Brussel
De eerste Dorotheabroederschap werd gesticht in de kloosterkerk van de Brusselse lievevrouwbroers (1640). Drijvende kracht lijkt advocaat-fiscaal Jan Baptist Maes te zijn geweest, de eerste provoost van het genootschap en schenker van de prachtige altaardecoratie. Dit hoofdaltaar werd elk jaar op 6 februari, hartje winter, versierd met echte bloemen en kunstbloemen: narcissen, viooltjes, seringen, tulpen, hyacinten, anemonen... Dit maakte zoveel indruk dat het bloemenfestival model stond voor gelijkaardige initiatieven in andere steden.
In de Kapellekerk werd een tweede broederschap opgericht (17 september 1658). Het was een besloten aangelegenheid met ongeveer twaalf hooggeplaatsten. De statuten van 7 februari 1661 werden vergund door aartsbisschop Andreas Creusen en in 1664 bevestigd door paus Alexander VII. De broeders moesten planten uitwisselen en regelmatig naar de vergaderingen komen. De eerste provoost, Nicolas du Ponchau, had in 1650 relieken van Dorothea meegebracht uit Rome.
Een derde confrerie zag het licht in de Sint-Gorikskerk. De provoost was drukker Gillis Strykwant, wat erop wijst dat dit Dorotheagenootschap zich meer op de middenklasse richtte.
Keizer Jozef II schafte in 1786 de broederschappen af. Maar de leden bleven bijeenkomen en namen in 1822 een nieuwe gedaante aan, die van de Société de Flore.

## Antwerpen
In Antwerpen ging de oprichting van de confrerie van de heilige Dorothea in 1641 gepaard met een toneelstuk, waarin de jeugd van de Sint-Jorisparochie het lied Dorothea maghet ende martelersse ten beste gaf.

## Gent
In het Gentse waren er drie Dorotheagenootschappen. Het eerste ontstond in 1648 in de Sint-Michielskerk. Initiatiefnemers waren schepen Willem de Blasere en bisschop Antoon Triest. De Blasere, schoonbroer van Brusselaar Maes, was een beroemde kweker van citrusvruchten. Hij pionierde met entingen en door steenkool verwarmde serres.
Daarna volgde een confrerie gecentreerd op de Sint-Maartenskerk van Ekkergem (1654) en een derde rond de Sint-Pieterskerk (1669). Die laatste was een initiatief van monnik H.I.B. Reyntkens, auteur van twee tuinbouwkundige boeken.
In de 19e eeuw werden deze confrerieën omgevormd tot Société de Flore. Zo lagen ze aan de basis van de Floraliën.

## Brugge
Het Brugse genootschap van de H. Dorothea is gesticht in 1651. De veelal adellijke broeders hadden hun altaar in de Sint-Donaaskathedraal. Hun werking is goed gedocumenteerd. In 1784 kwam een einde aan de confrerie, maar ze kende een doorstart in de Brugse Hofbouwkundige Vereniging.

## Voetnoten
1. ↑  Hendrik van Oosten, De nieuwe Nederlandse bloem-hof, ofte de sorgvuldige hovenier, Leiden, 1700, p. 37. Gearchiveerd op 17 juni 2023.
2. ↑  Alphonse Wauters en Alexandre Henne, Histoire civile, politique et monumentale de la ville de Bruxelles, Deel II, 1845, p. 646. Gearchiveerd op 12 oktober 2017.
3. ↑  I. de Cooman, "Van podium naar liedboek: Guilelmus Bolognino en de toneelliederen in ‘Dorothea maeghet ende martelersse’ (1641)", in: De Zeventiende Eeuw, 2003, nr. 23, p. 212-225
4. ↑  R. de Herdt en P. de Corte, Fine ﬂeur: Floralies gantoises & art ﬂoral, Tielt, 2005, p. 12